# Forum Jæren
El Forum Jæren es un rascacielos de 65,4 metros de alto en la ciudad de Bryne, Noruega. La torre tiene 18 pisos y contiene oficinas, salas de reuniones y restaurantes. El área de la base de la torre es de 400 metros cuadrados. La construcción se inició 2 de julio de 2007, y se terminó el 10 de noviembre de 2009, con la apertura al día siguiente. El rascacielos fue planeado originalmente para ser 64 metros de altura, pero debido a algunos problemas no calculados con un ascensor de emergencia la altura de los edificios se cambió a 65,4 metros. El costo de construcción se estima en alrededor de 250 millones de coronas noruegas.